# Víria Acte
Víria Acte, död efter år 90, var en spansk-romersk affärskvinna. Hon tillhör den minoritet affärskvinnor under antiken man har detaljerad information om. Hon är också en av de få spansk-romerska personer man har uppgifter om. 
Víria Acte levde i Valencia i romerska Spanien. Hon var gift med en man vid namn Crescens. Hon skötte ett stort och framgångsrikt företag som tillverkade statyer och andra monument av sten. Bland hennes mer kända produkter var de hon tillverkade för restaureringen av ett tempel åt guden Mars. 